# Pénitence
 (août 2009).
Si vous disposez d'ouvrages ou d'articles de référence ou si vous connaissez des sites web de qualité traitant du thème abordé ici, merci de compléter l'article en donnant les références utiles à sa vérifiabilité et en les liant à la section « Notes et références ».

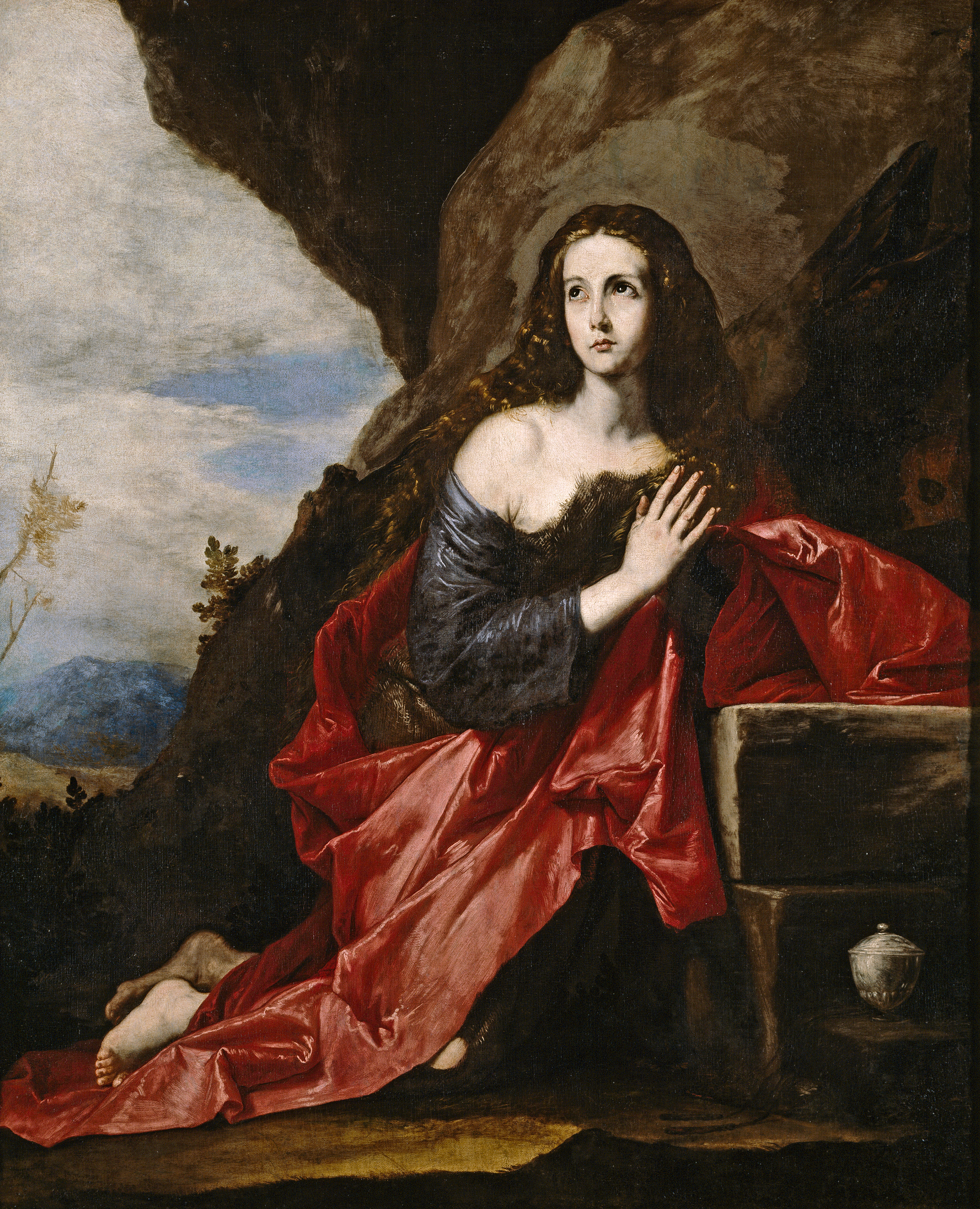
Marie Madeleine pénitente de José de Ribera, 1641.

Dans l'Église catholique, la pénitence (du latin poenitentia) fait partie d'un sacrement qui a pour but de pardonner les péchés : c'est le sacrement de pénitence et de réconciliation (dit communément confession) qui comprend également la contrition et la confession des péchés. La pénitence est un acte de foi alors que la repentance est un acte moral.

## Conditions
Cette section ne s'appuie pas, ou pas assez, sur des sources secondaires ou tertiaires indépendantes du sujet. Le texte peut contenir des analyses inexactes ou inédites de sources primaires.
Pour l'améliorer, ajoutez-en, ou placez des modèles {{Source secondaire souhaitée}} ou {{Source secondaire nécessaire}} sur les passages mal sourcés. (février 2025)
Les conditions nécessaires pour l'obtention du sacrement de pénitence sont les suivantes.
La première condition est de rechercher ses fautes par un examen de conscience.
La deuxième condition est le regret des fautes ou repentir. Celui-ci implique de faire la distinction entre péché véniel et péché mortel :
- On nomme péché véniel un acte contre la loi divine ou contre la loi naturelle mais qui ne fait pas perdre l'état de grâce ;
- On nomme péché mortel un acte grave contre la loi divine ou contre la loi naturelle, commis avec la connaissance du mal causé et avec consentement délibéré. Il peut conduire à la mort spirituelle, c'est-à-dire la séparation avec Dieu. Si on meurt sans confession ou sans la contrition parfaite (qui suppose l'intention de se confesser dès que possible), le risque encouru est la damnation pour l'éternité. Mais cela relève du seul jugement de Dieu.

Pour l'obtention de l'absolution, il faut au minimum la contrition imparfaite de tous ses péchés mortels, jointe à la confession. La contrition, qui est le regret de ses péchés avec la résolution de ne plus les commettre, est dite imparfaite lorsqu'on regrette ses péchés à cause des peines (enfer, purgatoire) qu'on a méritées et qu'on ne regrette pas d'abord parce qu'on a offensé Dieu.
Les péchés capitaux sont à distinguer des péchés mortels, car la notion de péché capital n'a pas de rapport direct avec la gravité du péché. Le péché capital désigne un péché qui est cause de beaucoup d'autres péchés.
La troisième condition est d'éviter toutes les occasions prochaines de pécher, c'est-à-dire d'éviter les occasions dans lesquelles il est probable que l'on pèche.
La quatrième condition est de se confesser à un prêtre en disant tous ses péchés mortels non confessés encore. Cacher volontairement un péché mortel non confessé serait faire une confession sacrilège qui n'aurait aucune valeur. Il faudra la refaire en entier et dire aussi qu'on a commis ce sacrilège.
La dernière condition est l'application de la pénitence, toujours destinée à réparer le mal qui a été fait lorsque c'est possible (par exemple la restitution immédiate d'un bien volé). La réparation est toujours proportionnée au dommage causé, ainsi on répare le mauvais exemple par le bon exemple, on répare une calomnie en manifestant la vérité, on répare une médisance en disant du bien de la personne… Si toutefois cela ne se peut vraiment pas, la prière aux intentions de la personne blessée est le minimum qu'on doit faire.
Ici, l'emploi du terme pénitence peut être considéré comme abusif. En effet, la Tradition distingue la pénitence de la satisfaction. C'est la satisfaction qui est destinée à produire du bien après la réception de l'absolution ; la pénitence est alors la démarche qui mène avant et pendant la confession jusqu'à l'absolution.

## Deux types de pénitences
L'Église catholique distingue :
- la pénitence extérieure, punition choisie par le pécheur, ou acceptée par lui, qui donne suite à l'absolution que lui a donnée un prêtre ;
- la pénitence intérieure, ou conversion du cœur, qui est un changement profond du comportement accompagné d'un refus du péché. D'après le Catéchisme de l'Église catholique, « cette conversion du cœur est accompagnée d’une douleur et d’une tristesse salutaires que les Pères ont appelées animi cruciatus (affliction de l’esprit) » . Elle utilise à des fins positives le repentir, qui sans elle se transformerait en péché de délectation morose. Ce désir de conversion profonde pouvait jadis s'exprimer par des pénitences corporelles ((utilisation de disciplines).

## Confréries de pénitents

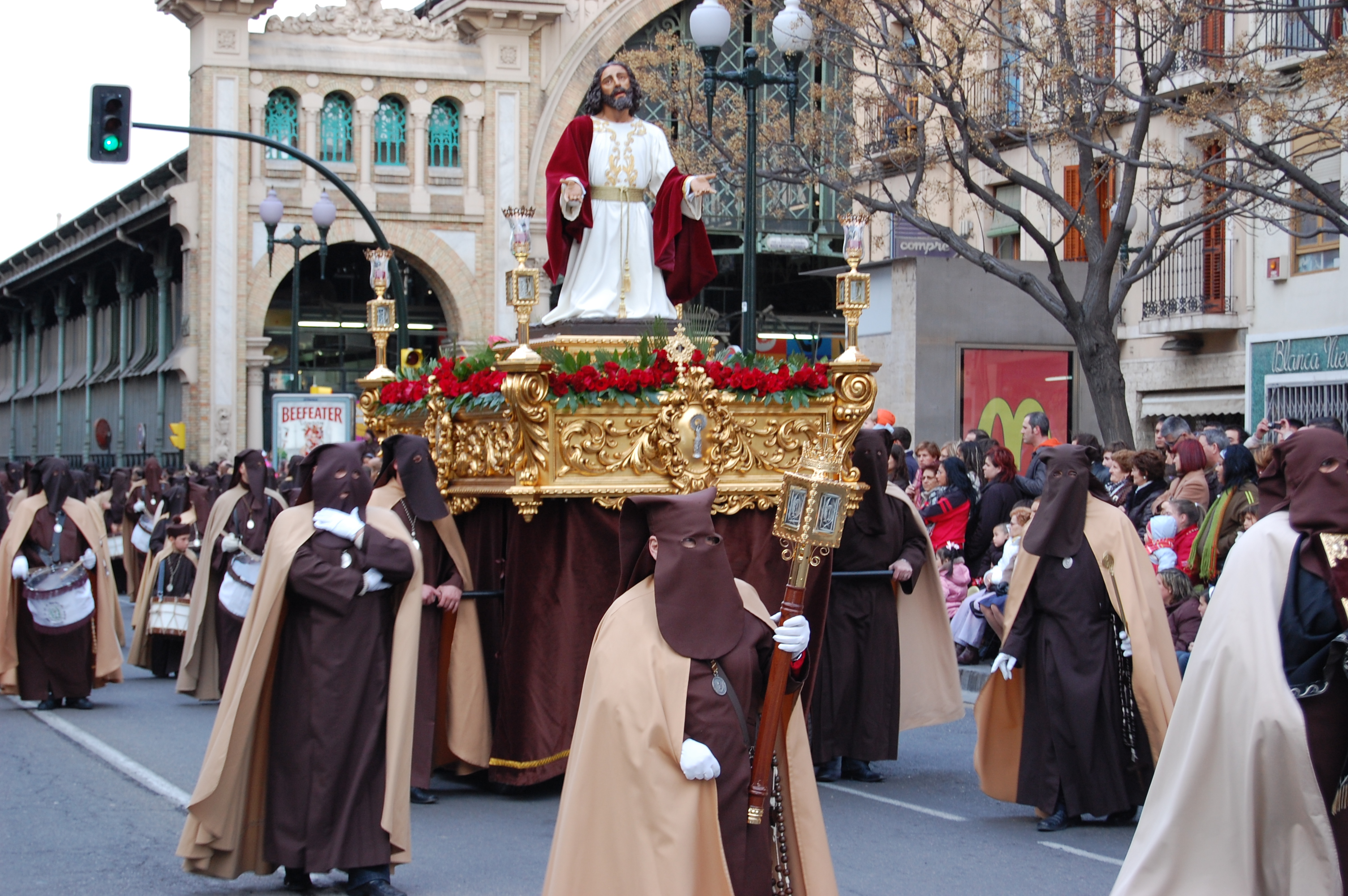
Confrérie des pénitents de l'Oraison du Jardin des Oliviers (Semaine sainte à Saragosse).

L'origine de ces confréries, nées en Italie au XIIe siècle, est cependant discutée quant à leur initiateur. Pour les uns, elles seraient nées (juridiquement, car elles existaient déjà de façon informelle) en 1267, date à laquelle saint Bonaventure crée, à Rome, un statut pour les laïques agissant selon les règles de l’Amour du Christ : c’est la première Confrérie du Gonfalon dont l’objet est l’amour du Christ et la proclamation de la foi catholique. Pour les autres, les premiers pénitents auraient vu le jour en 1221 lorsque saint François d'Assise a fondé le Tiers-Ordre de pénitence (cependant les tiers-ordres ont eu, jusqu'en 1983, un statut canonique différent de celui des pénitents).
Quoi qu'il en soit, le nom de pénitent apparaît dans les livres à la fin du Moyen Âge. Les pénitents italiens se chargeaient de protéger les condamnés à mort en leur enfilant une cagoule, pour qu'ils ne soient pas lapidés par la foule. Ils priaient pour leur âme, avec le pouvoir d'accorder la grâce à l'un d'eux chaque année. Souvent, les confréries ont une « fonction » bien définie ; par exemple, l'adoration du Saint-Sacrement, l'accompagnement des défunts lors des enterrements, les soins apportés aux malades, etc.
En Espagne, les processions de pénitents lors de la Semaine sainte, notamment à Séville, prennent une ampleur particulière due au nombre impressionnant de pénitents processionnant dans les rues.
En Italie, la confrérie des pénitents noirs de La Miséricordia di Firenze est une institution dans le pays, un véritable « service public » doté de moyens très modernes (ambulances, hélicoptères, personnel médical nombreux et compétent) et gérant des hôpitaux et des maisons de retraite ; elle est présente dans toutes les grandes villes du pays. Elle a son siège historique à Florence.
En France, la plus ancienne confrérie de pénitents est La Dévote et Royale Compagnie des Pénitents Gris d'Avignon, fondée en 1226 par le roi de France Louis VIII Le Lion, père de Saint Louis, à son retour de la croisade contre les hérétiques albigeois. Cette confrérie commémore chaque année l'anniversaire du "Miracle des Eaux".
À la tête de chaque confrérie, on trouve généralement un premier maître (Avignon), un recteur (Aix) ou un prieur (Nice), ainsi qu'un aumônier. Ils sont généralement assistés d'un Second Maître, d'un secrétaire et d'un trésorier. Les pénitents sont la plupart du temps des laïcs qui ne prononcent pas de vœux, mais des clercs sont parfois membres des confréries.

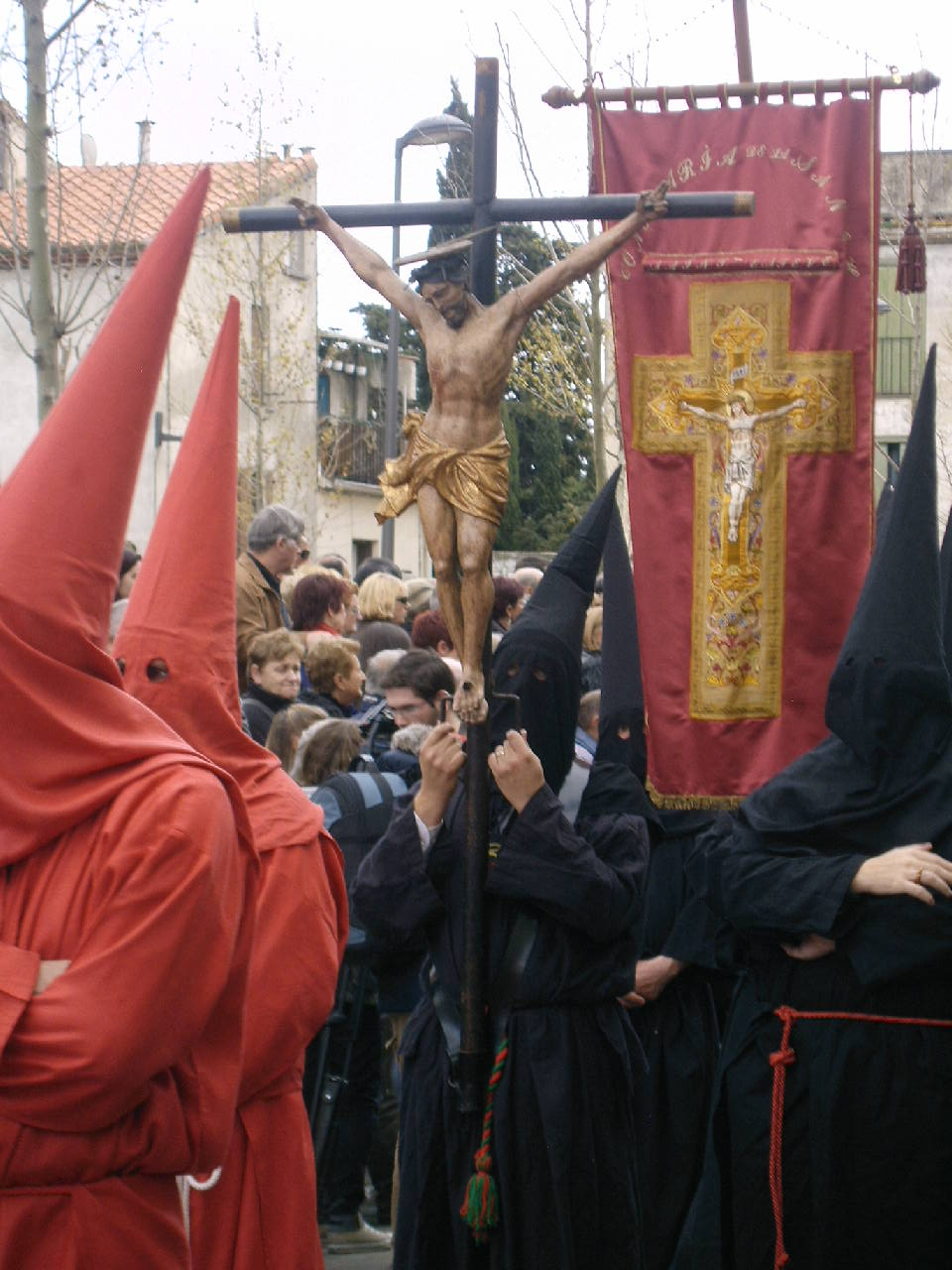
Les pénitents noirs de la Sanch pendant la Semaine sainte à Perpignan (2007).

Aujourd'hui, dans le Sud de la France, chaque confrérie de pénitents se différencie par la couleur de son habit :
- gris à Aix-en-Provence ou à Avignon
- blanc et gris à Aigues-Mortes
- rouge en Corse
- blanc et bleu à Montpellier
- noir à Perpignan
- blanc, noir, rouge et bleu à Nice

Il y eut aussi jusqu'au XIXe siècle des Pénitents violets (Marseillan dans l'Hérault) ou feuilles mortes à Limoges.
La cagoule en popeline cousue à la robe, est appelée « caparuxte » à Perpignan, « capirote » en Espagne. Elle masque le visage pour assurer l'égalité des Frères et l'anonymat de la charité. À l'heure actuelle, mis à part les Pénitents Gris d'Avignon ou les noirs de Perpignan, les autres confréries ne portent plus la cagoule. La robe est souvent appelée « livrée », « chemise » ou « sac ».
La Révolution française interdit les Pénitents de toutes les couleurs. Certaines de ces confréries se reconstituèrent clandestinement (dès 1797 pour les blancs de Montpellier), et furent tolérée après le concordat de 1801. Elles ne retrouvèrent de statuts officiels qu'au retour de la monarchie en 1815.
Certaines confréries de pénitents ont disparu et sont parfois réapparues à l'époque récente : c'est le cas de la confrérie des pénitents noirs de Toulon en 2006 et des pénitents blancs de Saorge en 2009.
En France, les confréries de pénitents se réunissent chaque année au cours d'une maintenance (France et Principauté de Monaco), organe qui fédère les différentes confréries. Il y a, également, dans le comté de Nice une maintenance particulière aux confréries dudit comté.
Au niveau international le seul organe fédérateur des confréries des différents pays est le Forum Omnium Gentium Confraternitatum (F.O.G.C.).

## Pénitences publiques célèbres
- Théodose Ier
- Louis Ier le Pieux
- Henri IV à Canossa
- Henri II Plantagenêt à Avranches après l'assassinat de Thomas Becket